# Gmina Buk
Die Gmina Buk ist eine Stadt-und-Land-Gemeinde im Powiat Poznański der Woiwodschaft Großpolen in Polen. Ihr Sitz ist die gleichnamige Stadt mit etwa 6000 Einwohnern.

## Geographie
Die Gemeinde liegt im Westen des Powiats. Die Woiwodschaftshauptstadt Posen liegt etwa zehn Kilometer östlich.

## Geschichte
Die Stadt-und-Land-Gemeinde besteht seit 1975. Von 1975 bis 1998 gehörte sie zur neu gebildeten Woiwodschaft Posen.

## Wirtschaft
In der Nähe von Niepruszewo hat die Gemeinde ein Gewerbegebiet.

## Partnerschaften
Die Gemeinde ging im Jahr 2000 in eine Partnerschaft mit der deutschen Gemeinde Hambühren in Niedersachsen ein.

## Gliederung
Die Stadt-und-Land-Gemeinde (gmina miejsko-wiejska) hat eine Fläche von 90,2 km². Zu ihr gehören die Ortschaften:
| Name                     | deutscher Name (1815–1919)              | deutscher Name (1939–1945)                     | Einwohnerzahl |
| ------------------------ | --------------------------------------- | ---------------------------------------------- | ------------- |
| Buk                      | Buk                                     | 1939–1943 Buk 1943–1945 Buchenstadt            | 6201          |
| Cieśle                   | Ciesle                                  | Wiesenwinkel                                   | 078           |
| Dakowy Suche             | Dakowy Suche                            | Greifenort                                     | 0432          |
| Dobieżyn                 | Dobiezyn                                | Doberfeld                                      | 1154          |
| Dobra- Sznyfin           | – Dobra – Sznyfin                       | – Gutendorf – Rasenau                          | 0216          |
| Kalwy                    | Kalwy                                   | 1939–1943 Vorwerk Josefshof 1943–1945 Talfelde | 0147          |
| Niepruszewo              | Niepruschewo                            | Seehofen                                       | 1234          |
| Otusz                    | Otusch                                  | 1939–1943 Wolfenweiler 1943–1945 Ottenhaus     | 0461          |
| Pawłówko- Wiktorowo      | – Paulsdorf – Wiktorowo                 | – Paulsdorf – Bismarcksfelde                   | 0100          |
| Szewce                   | Szewce                                  | Teichdorf                                      | 0719          |
| Wielka Wieś              | Großdorf                                | Großdorf                                       | 0764          |
| Wygoda- Wysoczka- Żegowo | – Vorwerk Freudenau – Wysoczka – Zegowo | – Vorwerk Freudenau – Grundlos – Freudenau     | 0294          |